# Kostel svatého Jakuba Staršího (Jindřichovice pod Smrkem)
Kostel svatého Jakuba Staršího u Jindřichovic pod Smrkem je ruina sakrální stavby stojící na jihovýchodním okraji obce při silnici do Dětřichovce. Původně však byl středem zdejší obce.

## Historie
Zbudován byl v polovině 13. století a zasvěcen byl svatému Jakubu Staršímu. K jeho zničení došlo roku 1431 během návratu husitských vojsk z jejich Spanilé jízdy od Baltského moře, kterou vedl Jan Čapek ze Sán. O této události však neexistuje žádný dobový pramen. Podle archeologických vykopávek bylo okolí kostela osídleno ještě během 16. a 17. století. Zánik stavby tedy pravděpodobně nenastal v souvislosti s husitskými válkami, nýbrž až v období třicetileté války a následné protireformace. Proto je pravděpodobné, že kostel zanikl až ve třetí čtvrtině století sedmnáctého.
Objekt je kulturní památkou České republiky a díky příspěvkům z ministerstva kultury mohla proběhnout jeho rekonstrukce.
Duchovní správci kostela jsou uvedeni na stránce: Římskokatolická farnost Jindřichovice pod Smrkem.

## Popis stavby
Kostel byl postaven v pozdně románském slohu. Loď byla obdélná zakončená apsidou. Její vnější šířka dosahovala 13 metrů a délka lodě i s presbytářem činila (dle odvození z archivních materiálů) 23 metrů. Okenní otvory byly zaklenuty lomeným obloukem. Vstup do kostela zajišťovaly dvoje dveře. Umístěny byly v severozápadní a druhý v severovýchodní stěně kostela. O podobě střechy nejsou žádné informace. Vedle kostela snad měla stát dřevěná zvonice.
Zachovalo se torzo zdiva presbytáře, spolu s relikty lodí a relikty dvou postranních oltářů. Na svislé zdivo bylo užito lomového kameniva, v částech u okenních otvorů došlo k použití i zdiva. Na korunu zdiva bylo užito pískovce, žuly, křemeny a svory.